# صون (المهرة)
صون هي إحدى قرى مديرية حات التابعة لمحافظة المهرة، بلغ تعداد سكانها 58 نسمة حسب تعداد اليمن لعام 2004.